# アイソレーション (地誌学)

アイソレーションとプロミネンスの説明

地誌学において、ある山頂のアイソレーション（英語: isolation）とは、その山頂と同じ高さの地点のうちで山頂からの大円距離が最も小さい地点までの距離のことである。すなわち、山頂からアイソレーションの半径の円内には山頂より高い地点はないということを意味する。
小さい丘や島のアイソレーションも、大きな山と同様に計算できる。アイソレーションは海底地形についても同様に計算できる。
アイソレーション (isolation) は分離・独立・孤立などの意味であり、地誌学のアイソレーションは「孤立度」と表現することもできるが、日本語の定訳がないため、本項目では「アイソレーション」と表記する。

## アイソレーションの大きい山の一覧
以下は、世界のアイソレーションの長い山の40位までのリストである。
| 順位 | 山名                       | 陸塊                   | 国                                         | 標高             | プロミネンス     | アイソレーション    |
| ---- | -------------------------- | ---------------------- | ------------------------------------------ | ---------------- | ---------------- | ------------------- |
| 1    | エベレスト                 | ユーラシア             | 中国 ネパール                              | 8848 m 29,029 ft | 8848 m 29,029 ft | n/a                 |
| 2    | アコンカグア               | 南アメリカ             | アルゼンチン                               | 6962 m 22,841 ft | 6962 m 22,841 ft | 16,518 km 10,264 mi |
| 3    | デナリ                     | 北アメリカ             | アメリカ合衆国（アラスカ州）               | 6194 m 20,320 ft | 6149 m 20,174 ft | 7,450 km 4,629 mi   |
| 4    | キリマンジャロ             | アフリカ               | タンザニア                                 | 5895 m 19,341 ft | 5885 m 19,308 ft | 5,510 km 3,424 mi   |
| 5    | プンチャック・ジャヤ       | ニューギニア島         | インドネシア                               | 4884 m 16,024 ft | 4884 m 16,024 ft | 5,262 km 3,269 mi   |
| 6    | ヴィンソン・マシフ         | 南極                   | 南極                                       | 4892 m 16,050 ft | 4892 m 16,050 ft | 4,911 km 3,052 mi   |
| 7    | オロヘナ山                 | タヒチ島               | フランス領ポリネシア                       | 2241 m 7,352 ft  | 2241 m 7,352 ft  | 4,128 km 2,565 mi   |
| 8    | マウナ・ケア山             | ハワイ島               | アメリカ合衆国（ハワイ州）                 | 4205 m 13,796 ft | 4205 m 13,796 ft | 3,947 km 2,453 mi   |
| 9    | ギュンビョルン山           | グリーンランド         | グリーンランド                             | 3694 m 12,119 ft | 3694 m 12,119 ft | 3,254 km 2,022 mi   |
| 10   | クック山                   | 南島                   | ニュージーランド                           | 3754 m 12,316 ft | 3754 m 12,316 ft | 3,140 km 1,951 mi   |
| 11   | タバナントレニャナ山       | アフリカ               | レソト                                     | 3482 m 11,424 ft | 2390 m 7,841 ft  | 3,003 km 1,866 mi   |
| 12   | テレバカ山                 | イースター島           | チリ                                       | 506 m 1,660 ft   | 506 m 1,660 ft   | 2,836 km 1,762 mi   |
| 13   | モンブラン                 | ユーラシア             | フランス イタリア                          | 4810 m 15,781 ft | 4697 m 15,410 ft | 2,812 km 1,747 mi   |
| 14   | ピトン・デ・ネージュ       | レユニオン島           | フランス                                   | 3071 m 10,075 ft | 3071 m 10,075 ft | 2,767 km 1,720 mi   |
| 15   | クリュチェフスカヤ山       | ユーラシア             | ロシア（カムチャツカ州）                   | 4750 m 15,584 ft | 4649 m 15,253 ft | 2,748 km 1,708 mi   |
| 16   | オリサバ山                 | 北アメリカ             | メキシコ                                   | 5636 m 18,491 ft | 4922 m 16,148 ft | 2,690 km 1,672 mi   |
| 17   | クィーン・メアリー・ピーク | トリスタンダクーニャ島 | セントヘレナ                               | 2060 m 6,759 ft  | 2060 m 6,759 ft  | 2,665 km 1,656 mi   |
| 18   | ホイットニー山             | 北アメリカ             | アメリカ合衆国（カリフォルニア州）         | 4421 m 14,505 ft | 3072 m 10,080 ft | 2,649 km 1,646 mi   |
| 19   | キナバル山                 | ボルネオ島             | マレーシア                                 | 4095 m 13,435 ft | 4095 m 13,435 ft | 2,538 km 1,577 mi   |
| 20   | エルブルス山               | ユーラシア             | ロシア                                     | 5642 m 18,510 ft | 4741 m 15,554 ft | 2,473 km 1,536 mi   |
| 21   | ピコ・ダ・バンデイラ       | 南アメリカ             | ブラジル                                   | 2897 m 9,505 ft  | 2647 m 8,684 ft  | 2,393 km 1,487 mi   |
| 22   | カメルーン山               | アフリカ               | カメルーン                                 | 4040 m 13,255 ft | 3901 m 12,799 ft | 2,338 km 1,453 mi   |
| 23   | パジット山                 | サウスジョージア島     | サウスジョージア・サウスサンドウィッチ諸島 | 2915 m 9,564 ft  | 2915 m 9,564 ft  | 2,269 km 1,410 mi   |
| 24   | シリシリ山                 | サバイイ島             | サモア                                     | 1858 m 6,096 ft  | 1858 m 6,096 ft  | 2,245 km 1,395 mi   |
| 25   | ワスカラン                 | 南アメリカ             | ペルー                                     | 6746 m 22,133 ft | 2776 m 9,108 ft  | 2,196 km 1,365 mi   |
| 26   | アナミュディ山             | ユーラシア             | インド                                     | 2695 m 8,842 ft  | 2480 m 8,136 ft  | 2,115 km 1,314 mi   |
| 27   | ツブカル山                 | アフリカ               | モロッコ                                   | 4167 m 13,671 ft | 3755 m 12,320 ft | 2,078 km 1,291 mi   |
| 28   | 富士山                     | 本州                   | 日本                                       | 3776 m 12,388 ft | 3776 m 12,388 ft | 2,077 km 1,291 mi   |
| 29   | エミクーシ山               | アフリカ               | チャド                                     | 3445 m 11,302 ft | 2934 m 9,626 ft  | 2,001 km 1,243 mi   |
| 30   | モーソン・ピーク           | ハード島               | ハード島・マクドナルド諸島                 | 2745 m 9,006 ft  | 2745 m 9,006 ft  | 1,922 km 1,194 mi   |
| 31   | ミッチェル山               | 北アメリカ             | アメリカ合衆国（ノースカロライナ州）       | 2037 m 6,684 ft  | 1857 m 6,091 ft  | 1,913 km 1,189 mi   |
| 32   | クリンチ山                 | スマトラ島             | インドネシア                               | 3805 m 12,484 ft | 3805 m 12,484 ft | 1,905 km 1,184 mi   |
| 33   | アグリハン島の最高地点     | アグリハン島           | 北マリアナ諸島                             | 965 m 3,166 ft   | 965 m 3,166 ft   | 1,902 km 1,182 mi   |
| 34   | コジオスコ                 | オーストラリア大陸     | オーストラリア                             | 2228 m 7,310 ft  | 2228 m 7,310 ft  | 1,895 km 1,177 mi   |
| 35   | オラフ峰                   | ブーベ島               | ブーベ島                                   | 780 m 2,559 ft   | 780 m 2,559 ft   | 1,856 km 1,153 mi   |
| 36   | ジャーヴィス島の最高地点   | ジャーヴィス島         | 合衆国領有小離島                           | 7 m 23 ft        | 7 m 23 ft        | 1,852 km 1,151 mi   |
| 37   | マスカリン山               | マリオン島             | 南アフリカ共和国                           | 1230 m 4,035 ft  | 1230 m 4,035 ft  | 1,848 km 1,148 mi   |
| 38   | グリーン山                 | アセンション島         | セントヘレナ                               | 859 m 2,818 ft   | 859 m 2,818 ft   | 1,842 km 1,145 mi   |
| 39   | ナロードナヤ山             | ユーラシア             | ロシア                                     | 1895 m 6,217 ft  | 1772 m 5,814 ft  | 1,836 km 1,141 mi   |
| 40   | 玉山                       | 台湾                   | 台湾                                       | 3952 m 12,966 ft | 3952 m 12,966 ft | 1,815 km 1,128 mi   |

## 例
- ドイツの最高峰であるツークシュピッツェ（標高2962 m）に最も近い山はオーストリアのシュトゥーバイ・アルペン（英語版）にあるツヴォルフェルコーゲル（英語版）（標高2988 m）であり、その山腹には2962 mの等高線が通っている。ツークシュピッツェからその等高線までの最短距離は25.8 kmなので、ツークシュピッツェのアイソレーションは25.8 kmである。
- 世界最高峰であるエベレストは、他に同じ高さの地点は地球上に存在しないので、アイソレーションが定義できない。いくつかの一覧では、エベレストのアイソレーションを地球の円周としている。
- アメリカ大陸最高峰であるアコンカグア（標高6962 m）が、明確に定義できる世界で最も長いアイソレーションを持つ山である。パキスタン・ヒンドゥークシュ山脈の最高峰ティリチミール（標高7708 m）の山腹までの16,518 kmまでの間、アコンカグアよりも高い地点は存在しない。
- モンブラン（標高4810 m）はアルプス山脈の最高峰であるが、カフカス山脈の最高峰であるエルブルス山（標高5633 m）よりも手前にKukurtlu山（標高4912 m）があるため、こちらがモンブランのアイソレーションの対象となる山となっている。

## ギャラリー

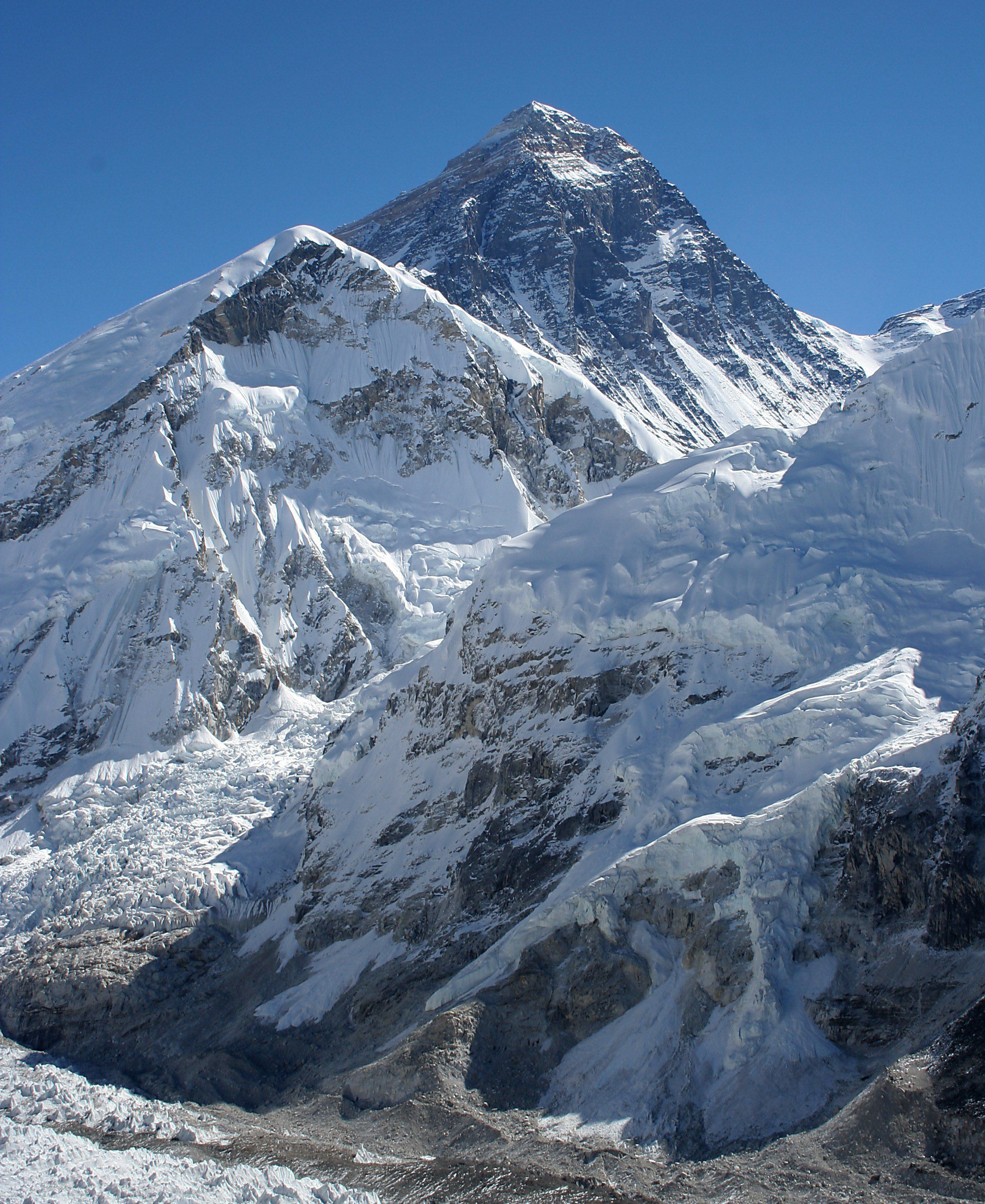
1. エベレスト - 世界最高峰
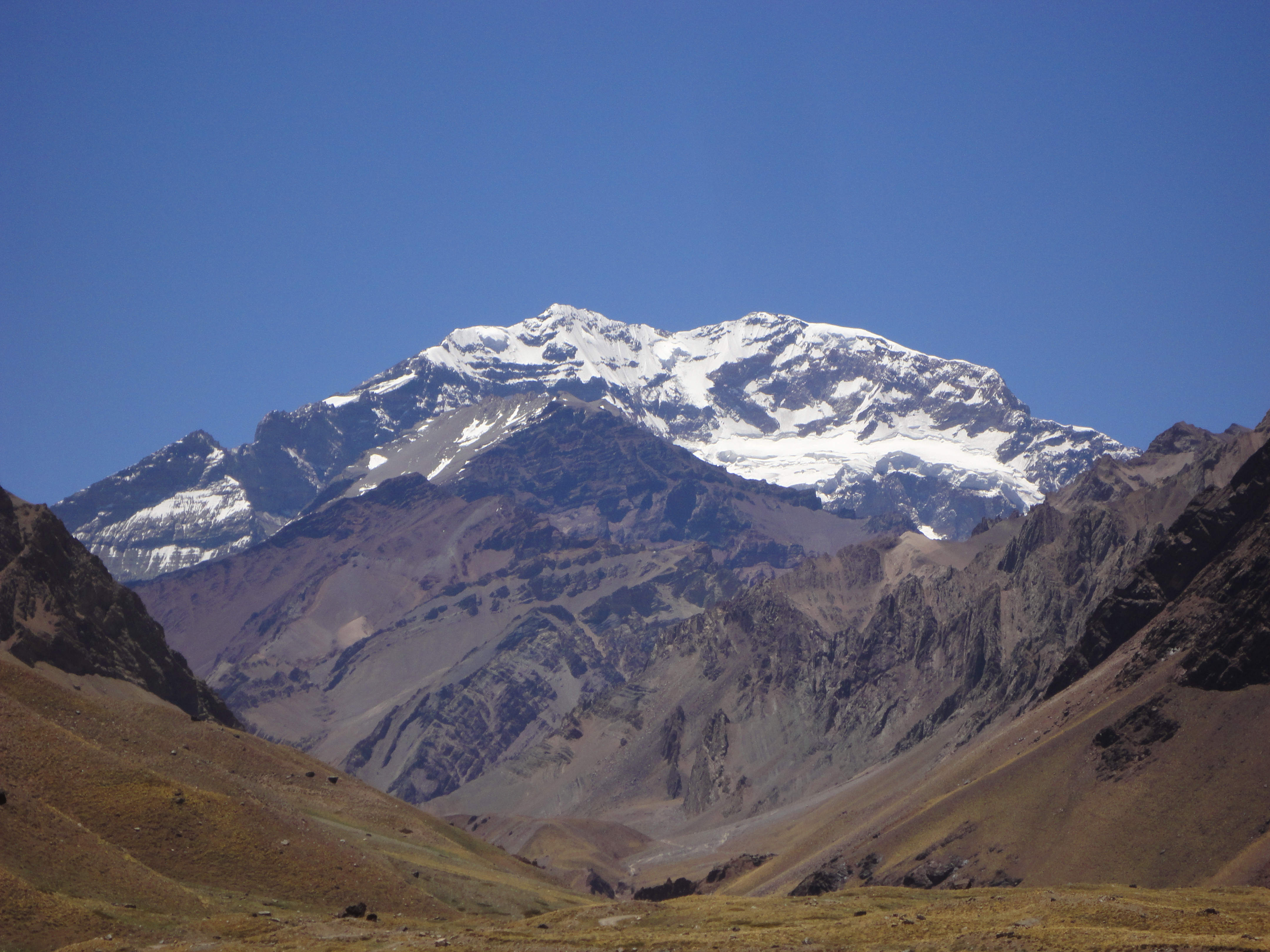
2. アコンカグア - 西半球最高峰
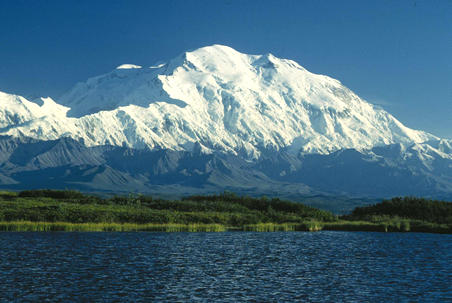
3. デナリ - 北アメリカ最高峰
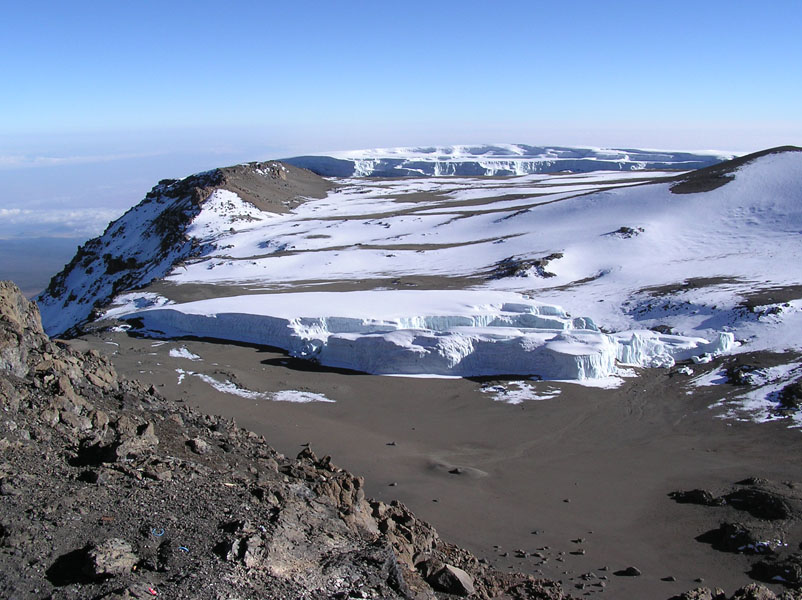
4. キリマンジャロ - アフリカ最高峰
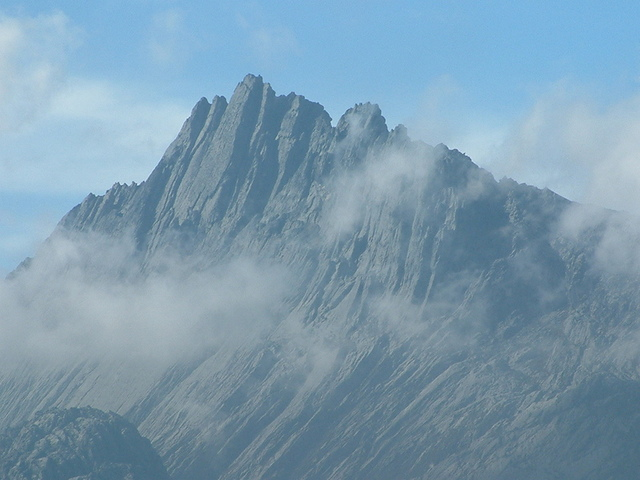
5. プンチャック・ジャヤ（ニューギニア島） - 島にある山の最高峰
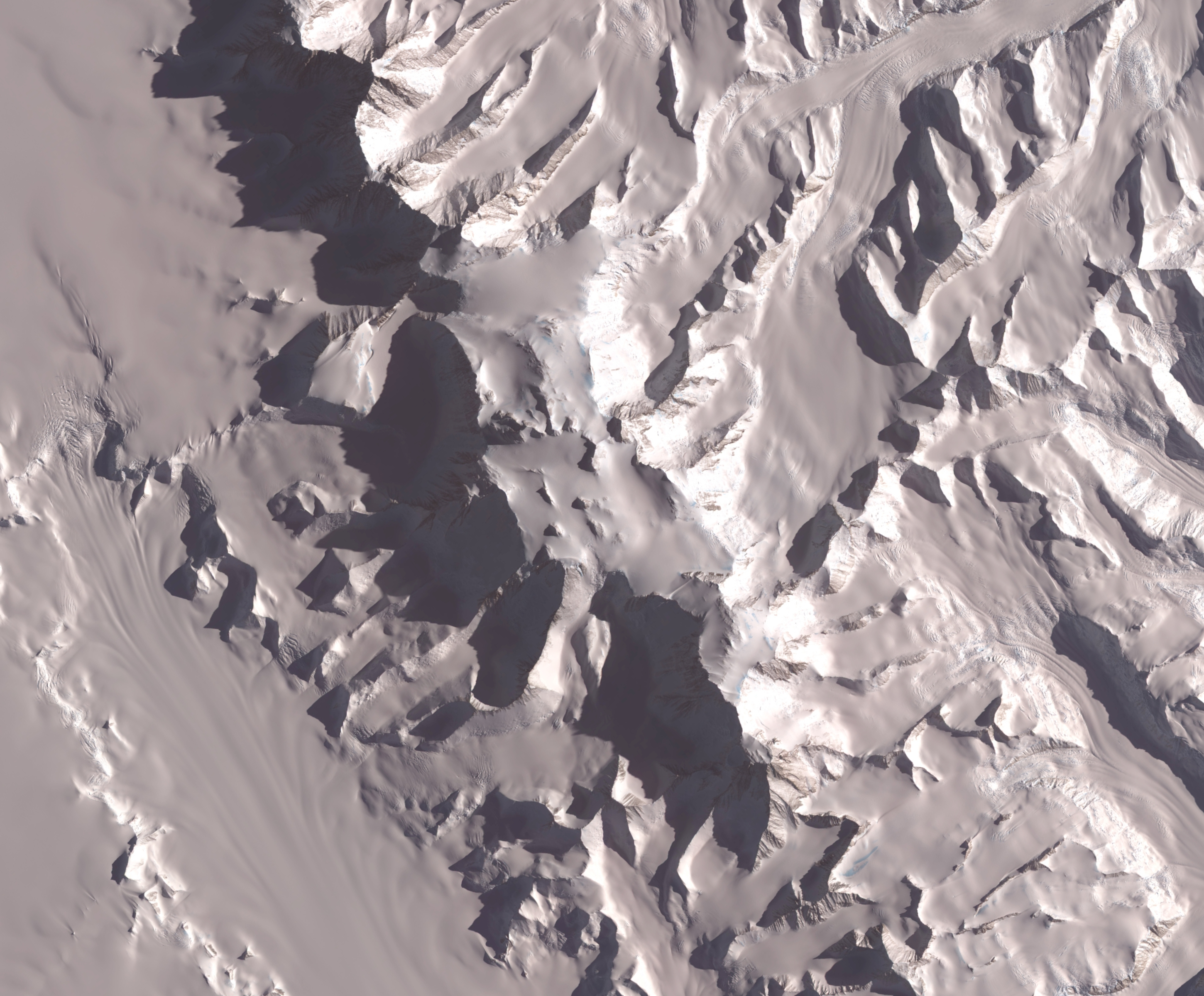
6. ヴィンソン・マシフ - 南極最高峰
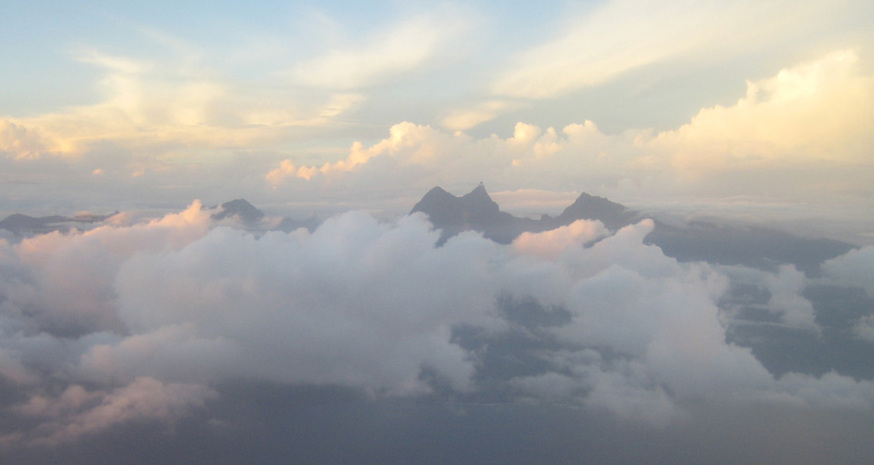
7. オロヘナ山（タヒチ） - フランス領ポリネシア最高峰
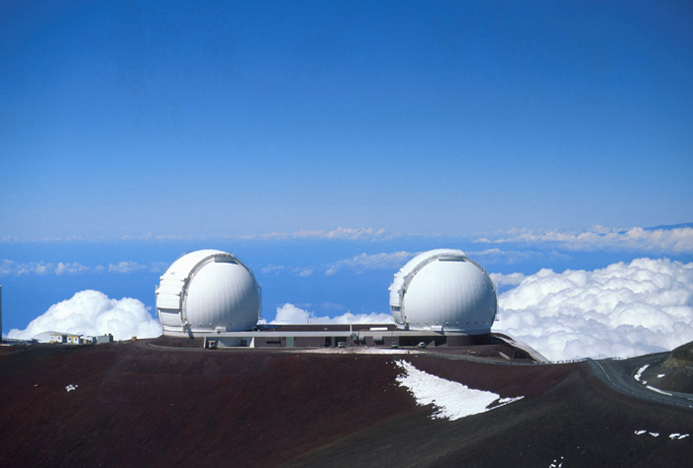
8. マウナ・ケア山（ハワイ島） - 海底から山頂までが地球上で最も高い山
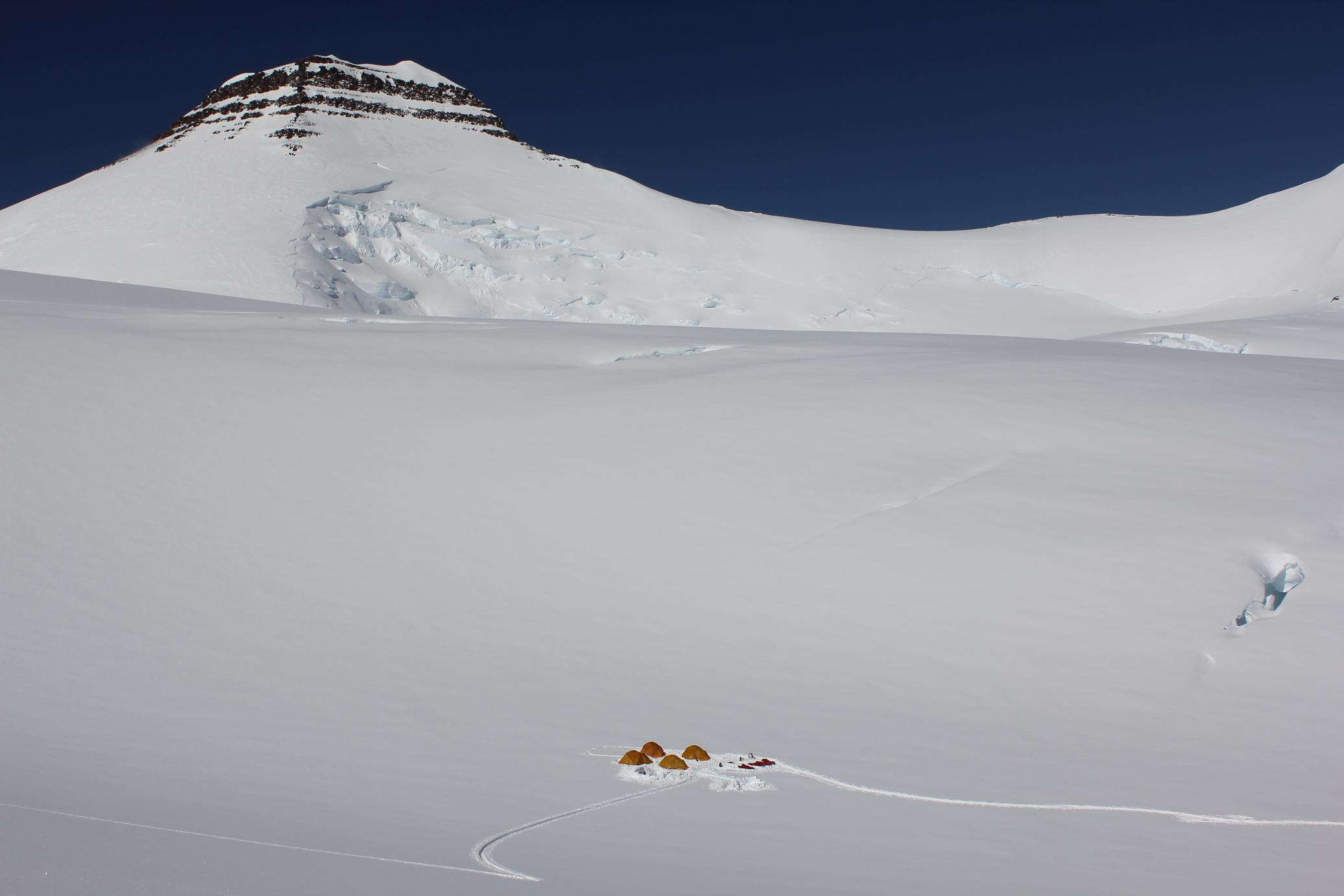
9. ギュンビョルン山（グリーンランド） - 北極最高峰
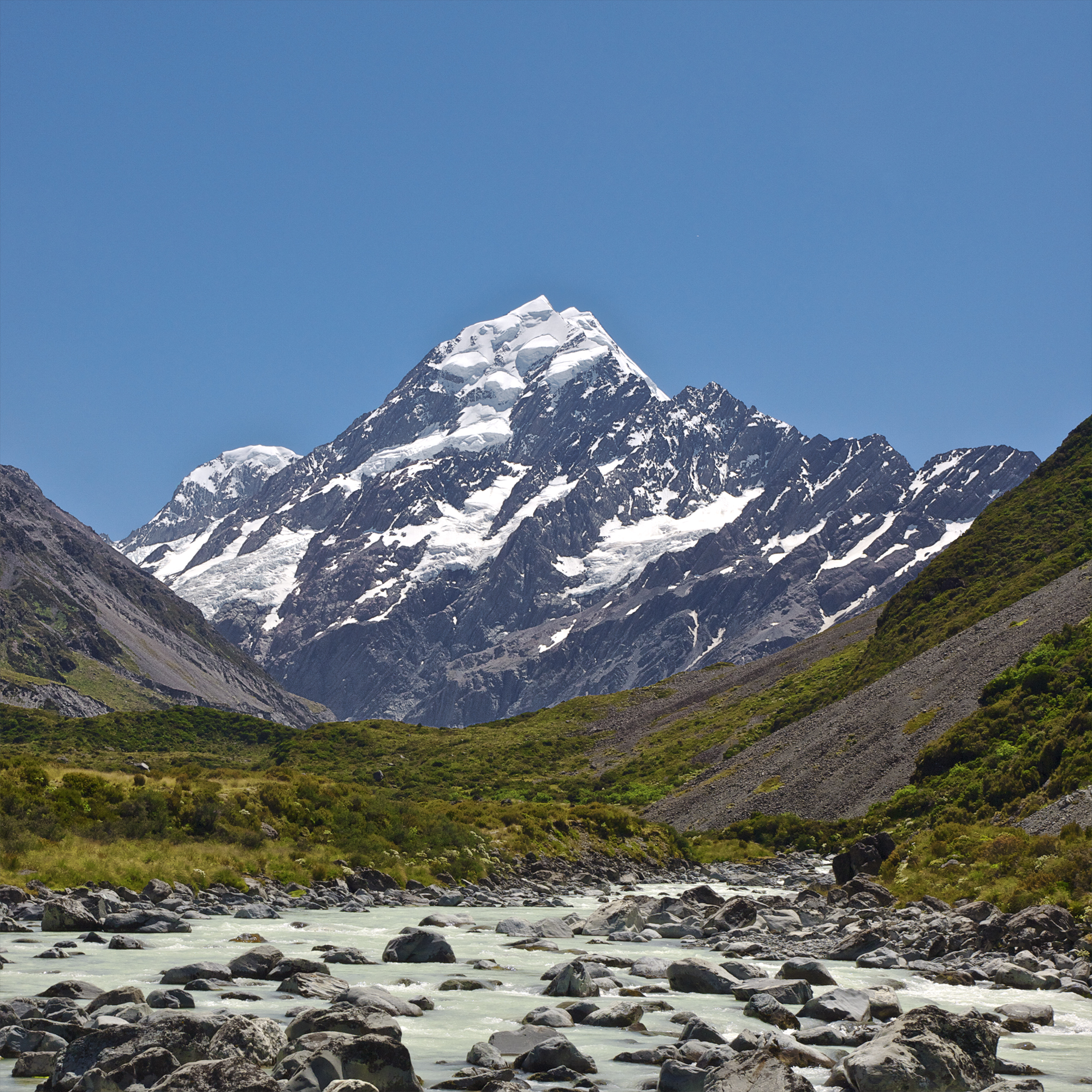
10. クック山（南島）- ニュージーランド最高峰
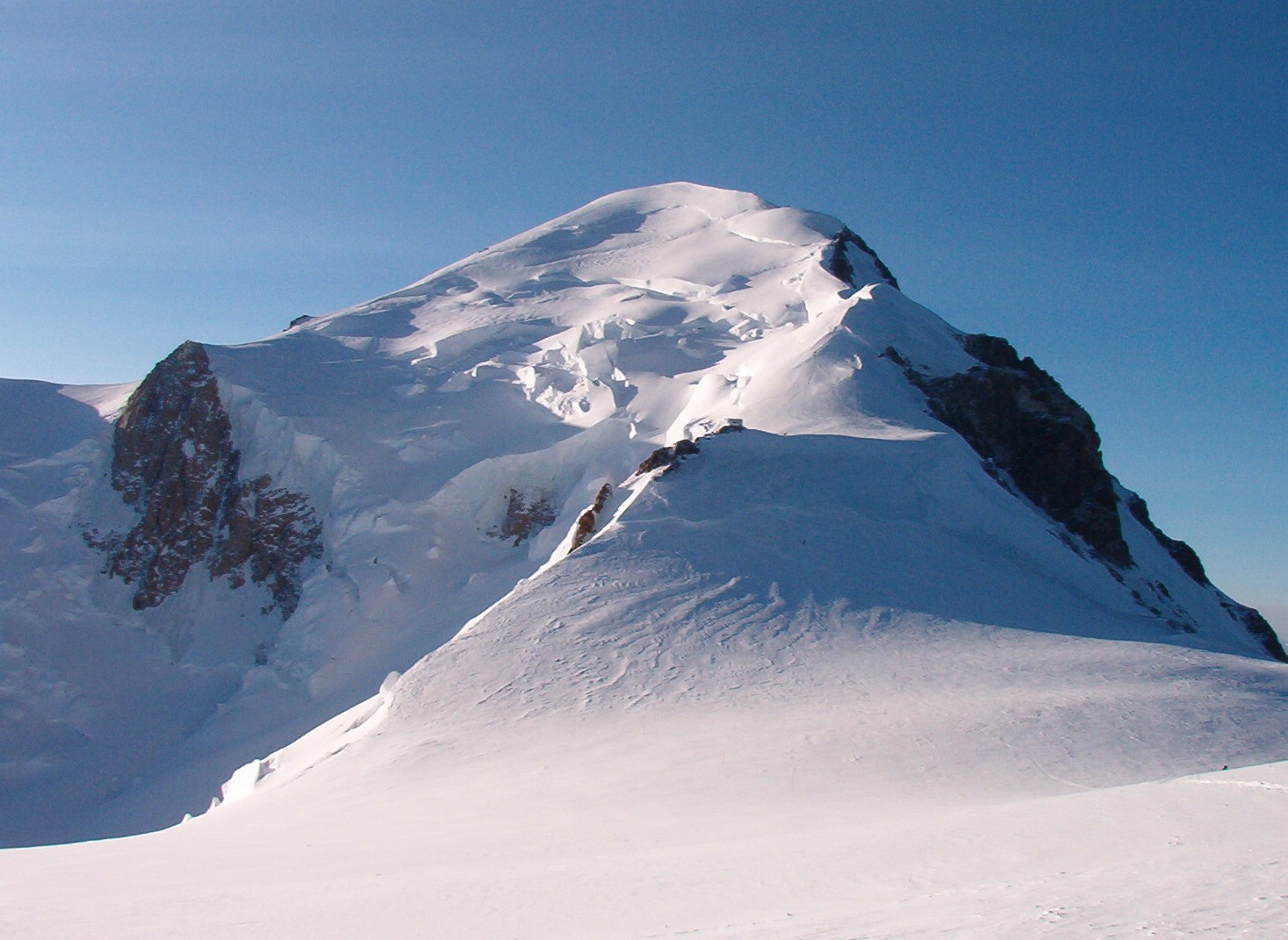
11. モンブラン - 西ヨーロッパ最高峰
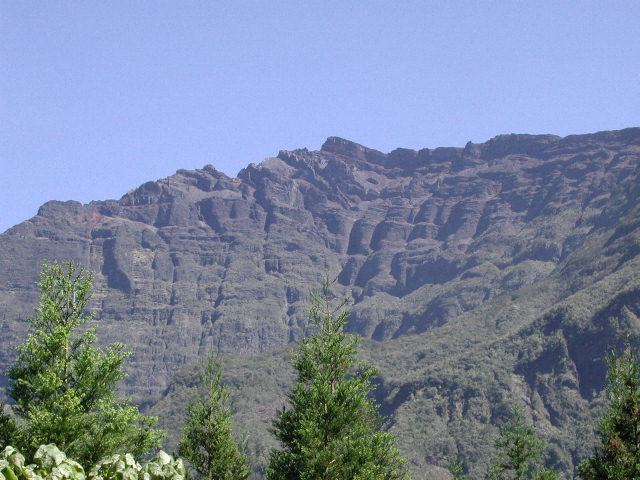
12. ピトン・デ・ネージュ（英語版） - レユニオン島最高峰
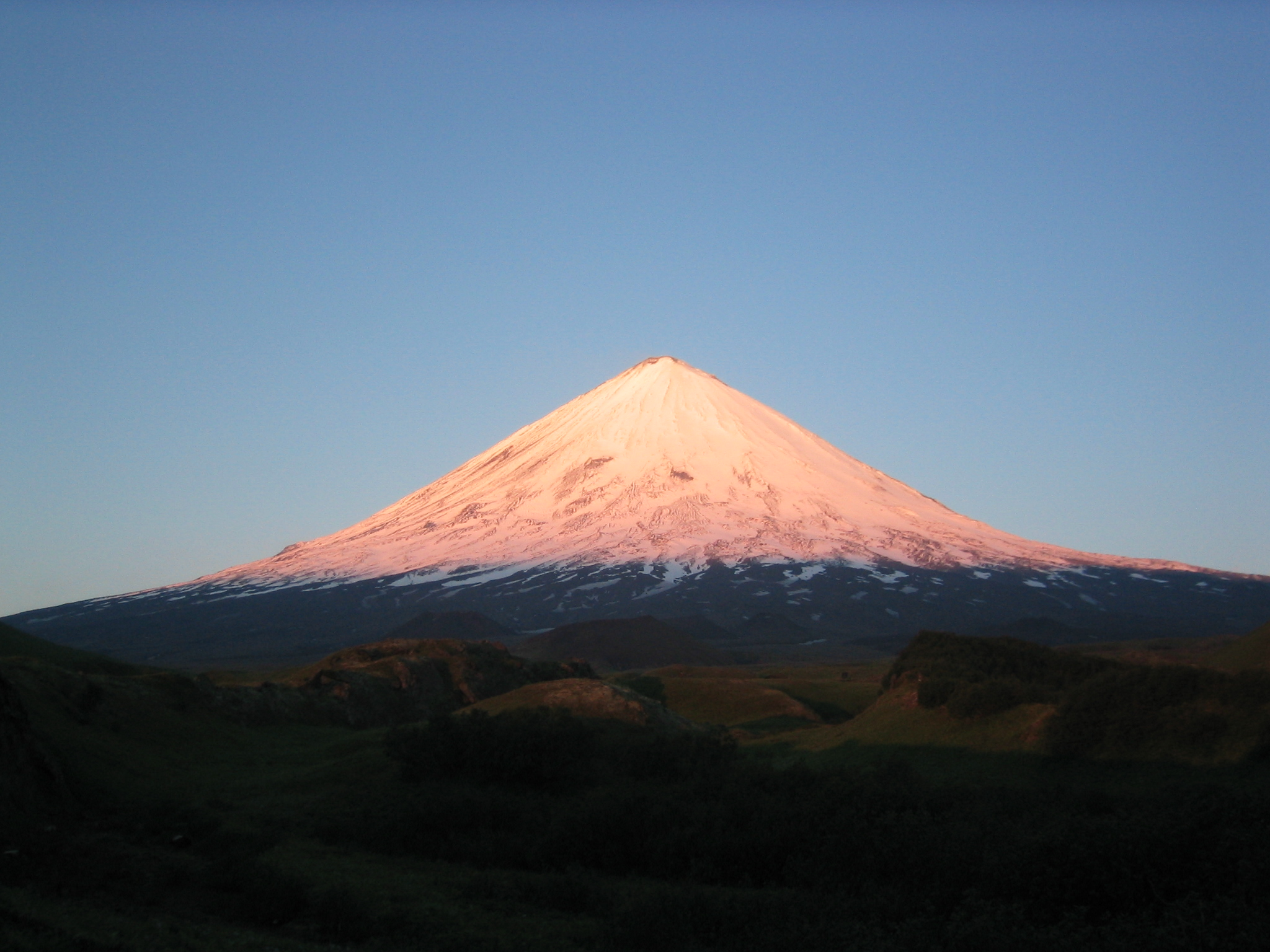
13. クリュチェフスカヤ山 - カムチャツカ半島最高峰
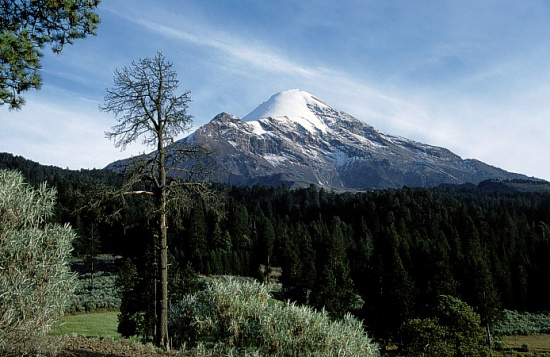
14. オリサバ山 - メキシコ最高峰
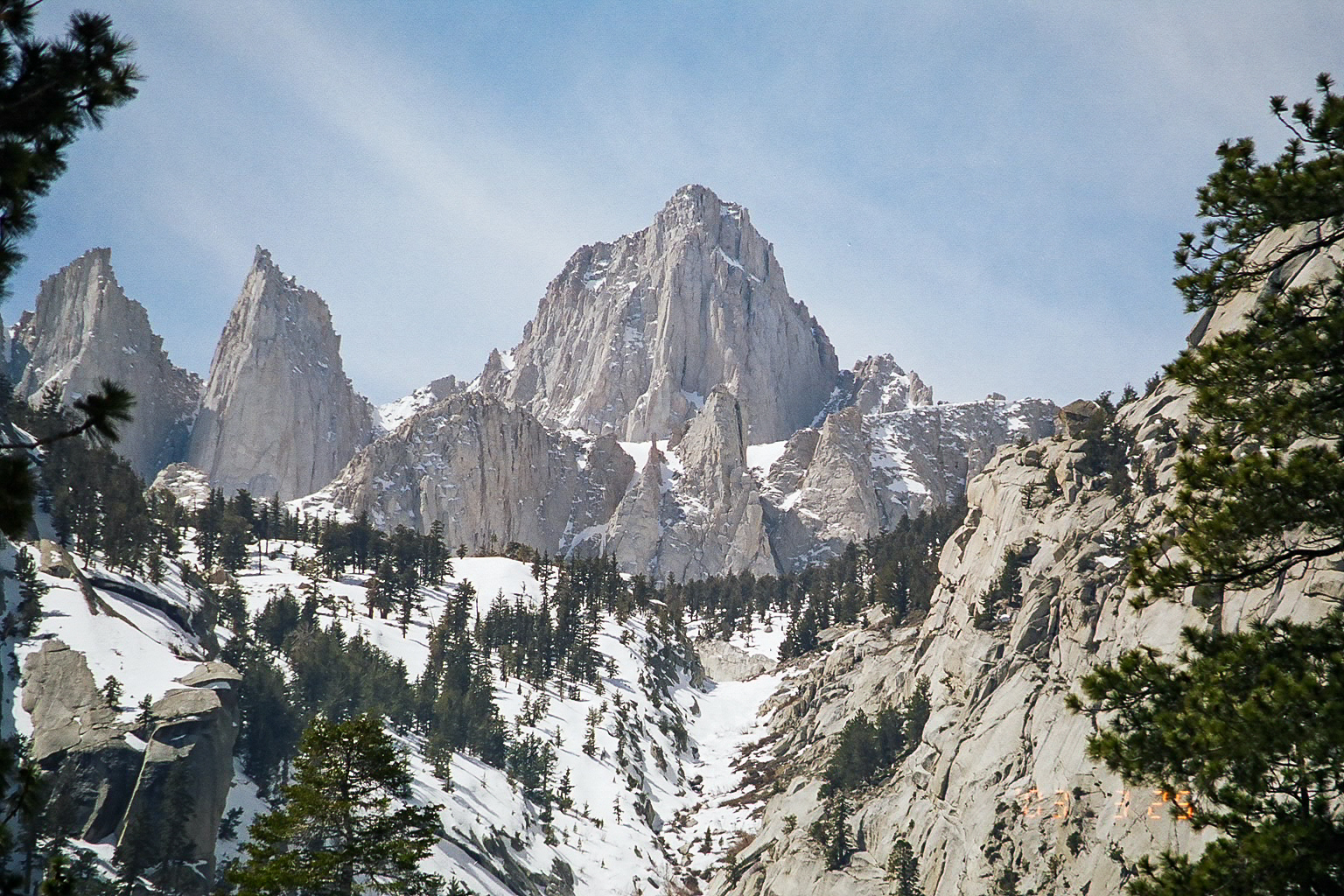
15. ホイットニー山 - アメリカ合衆国本土最高峰
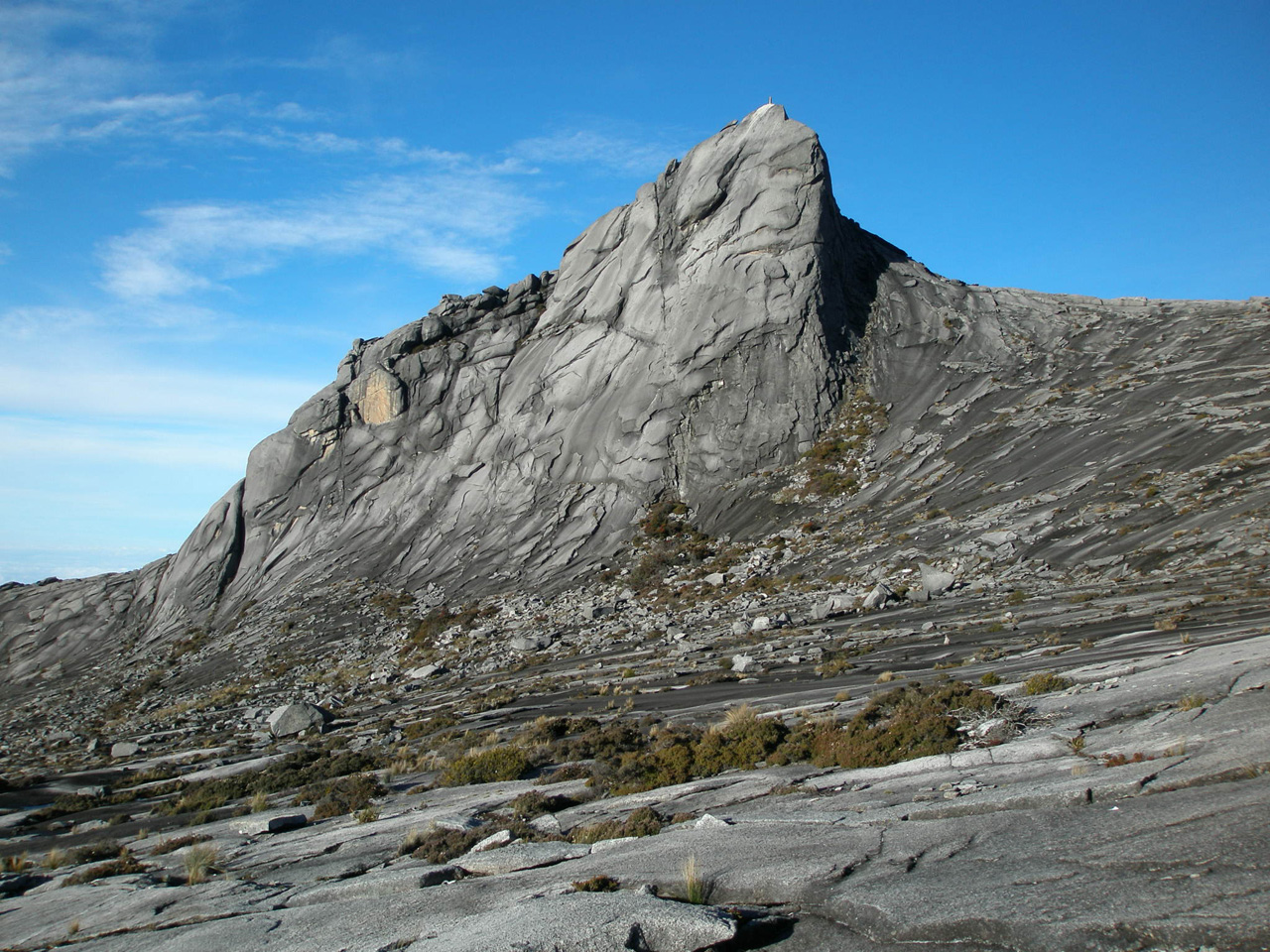
16. キナバル山 - ボルネオ島最高峰
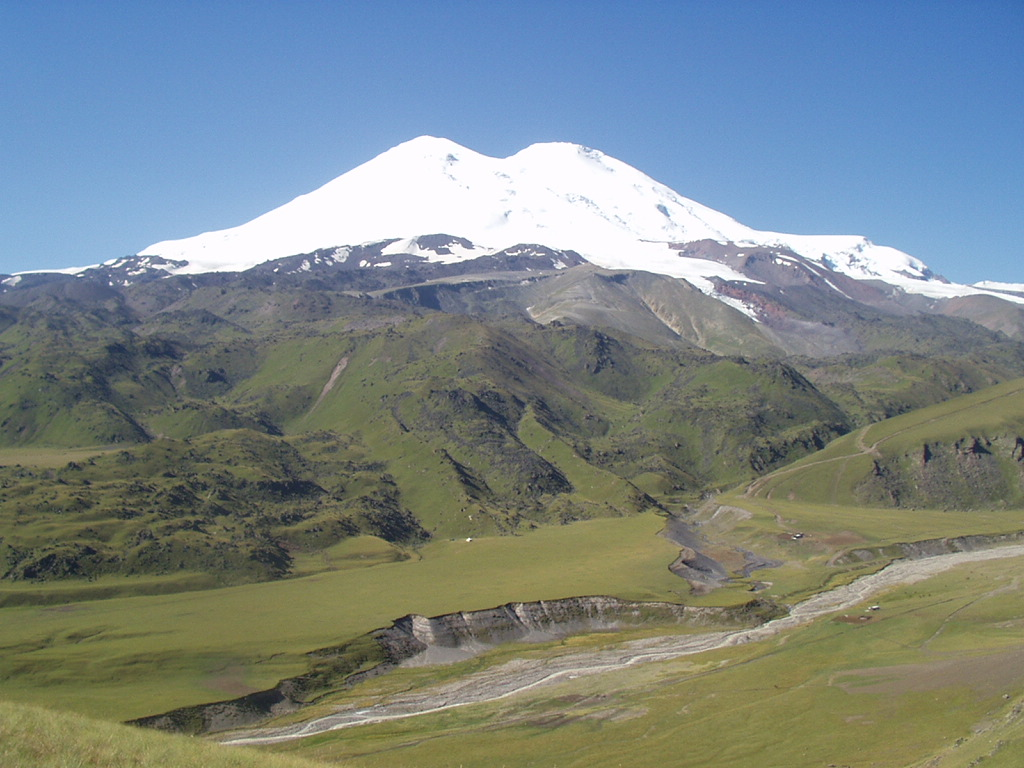
17. エルブルス山 - ヨーロッパ最高峰
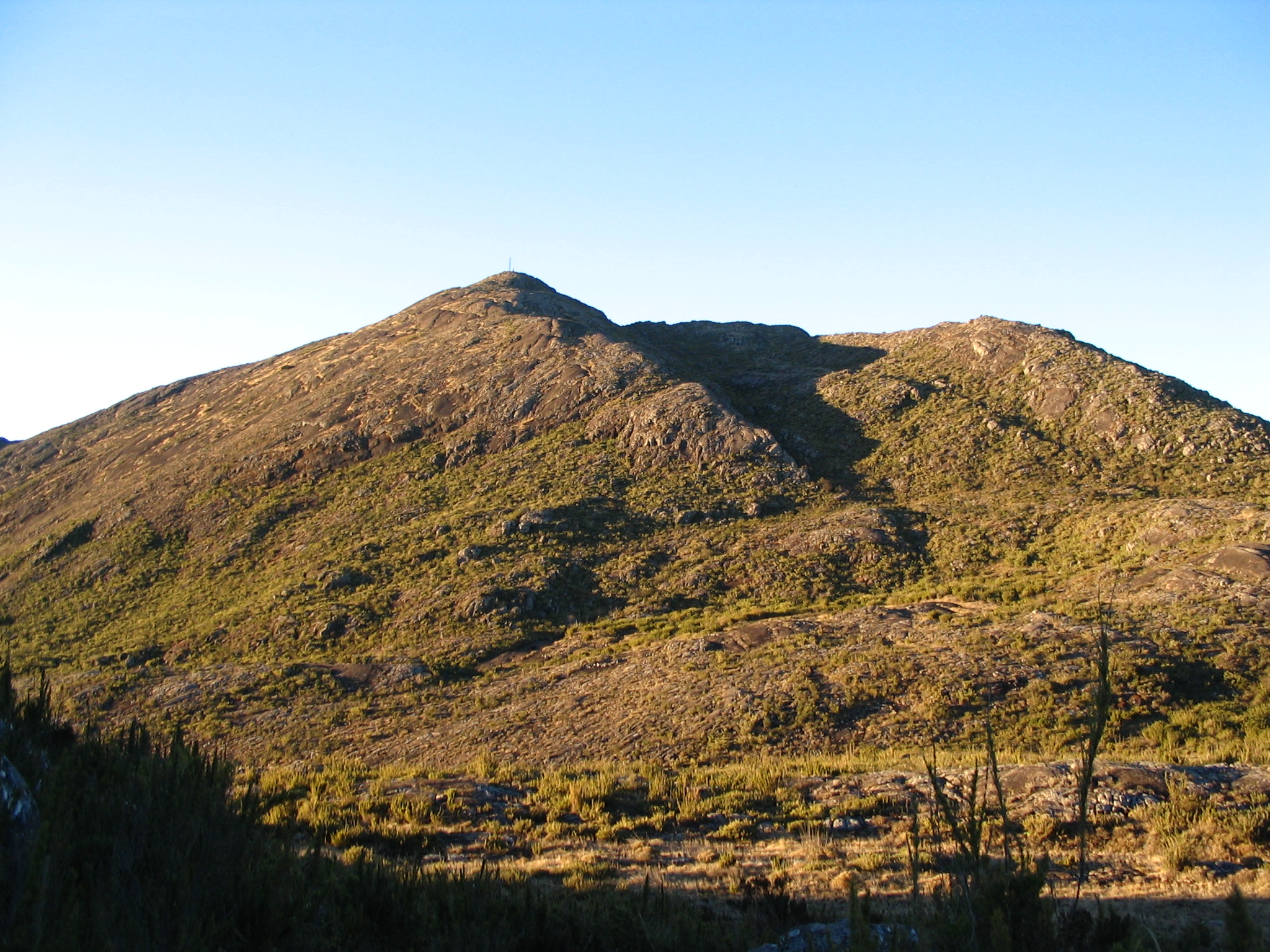
18. ピコ・ダ・バンデイラ（英語版） - ブラジル第3位の高峰
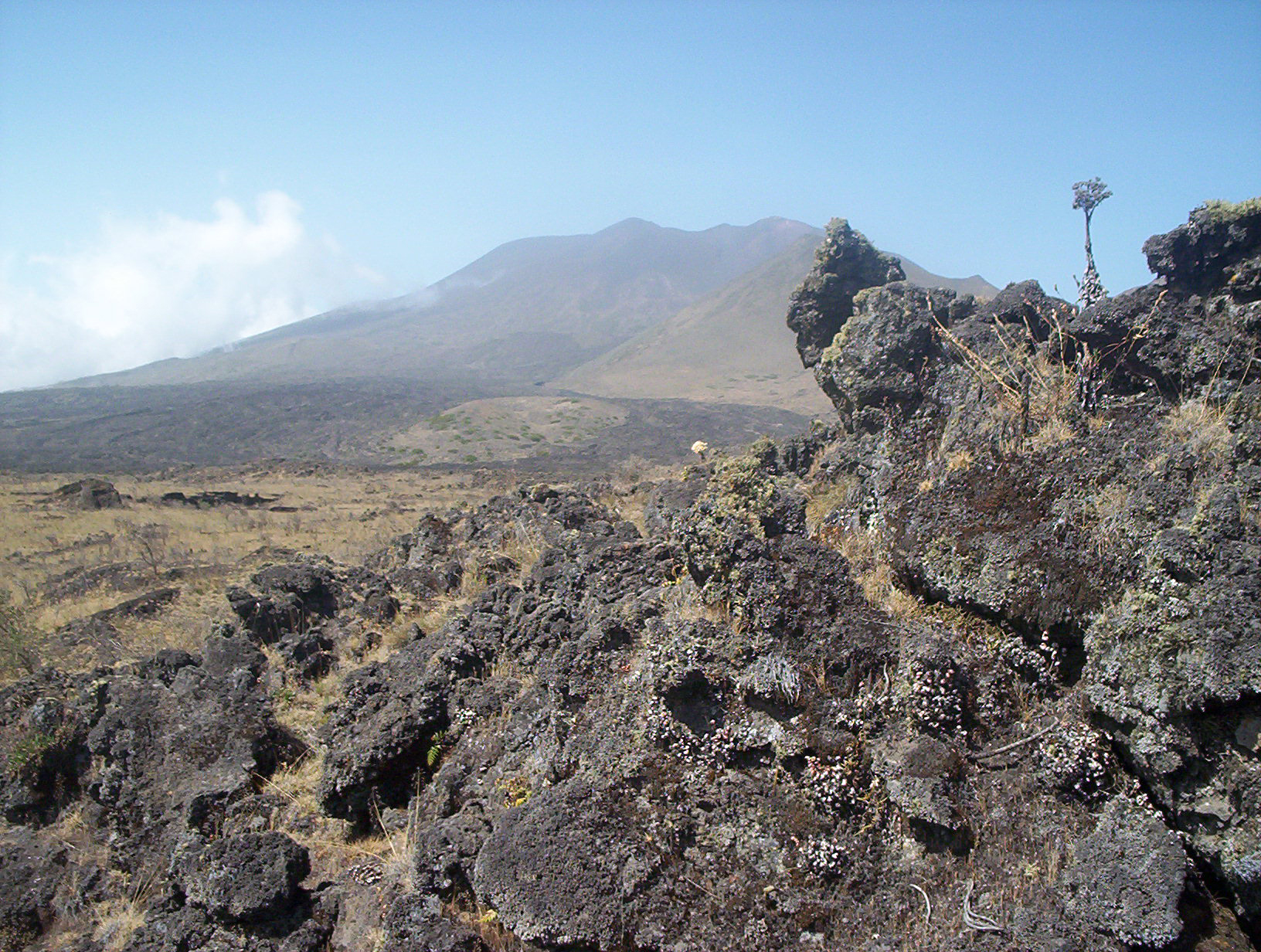
19. カメルーン山 - カメルーン最高峰
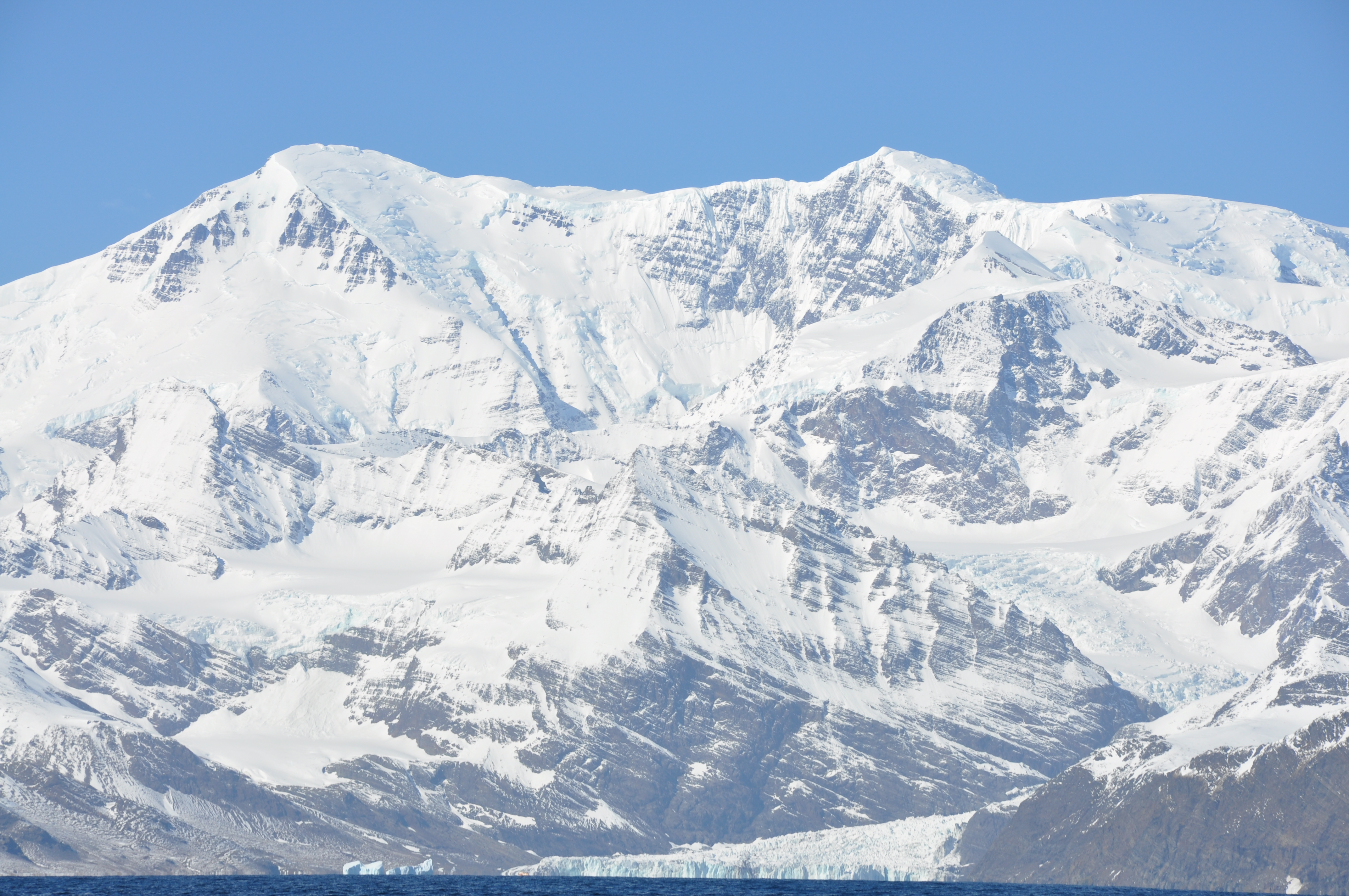
20. パジット山（英語版）（サウスジョージア島） - 南太平洋最高峰